# Ahwar
Ahwar (arabo: أحور) è una città dello Yemen, nel governatorato di al-Bayda', nella zona centro-meridionale del paese. È stata la capitale del Sultanato di Aulaqi Inferiore.